# McKinley (condado de Polk, Wisconsin)
McKinley es un pueblo ubicado en el condado de Polk en el estado estadounidense de Wisconsin. En el Censo de 2010 tenía una población de 347 habitantes y una densidad poblacional de 3,61 personas por km².

## Geografía
McKinley se encuentra ubicado en las coordenadas 45°35′26″N 92°13′38″O / 45.59056, -92.22722. Según la Oficina del Censo de los Estados Unidos, McKinley tiene una superficie total de 96.25 km², de la cual 93.16 km² corresponden a tierra firme y (3.21%) 3.09 km² es agua.

## Demografía
Según el censo de 2010, había 347 personas residiendo en McKinley. La densidad de población era de 3,61 hab./km². De los 347 habitantes, McKinley estaba compuesto por el 97.69% blancos, el 0.29% eran afroamericanos, el 1.44% eran amerindios, el 0.58% eran asiáticos, el 0% eran isleños del Pacífico, el 0% eran de otras razas y el 0% pertenecían a dos o más razas. Del total de la población el 0.29% eran hispanos o latinos de cualquier raza.